# Liikavaara-Frans

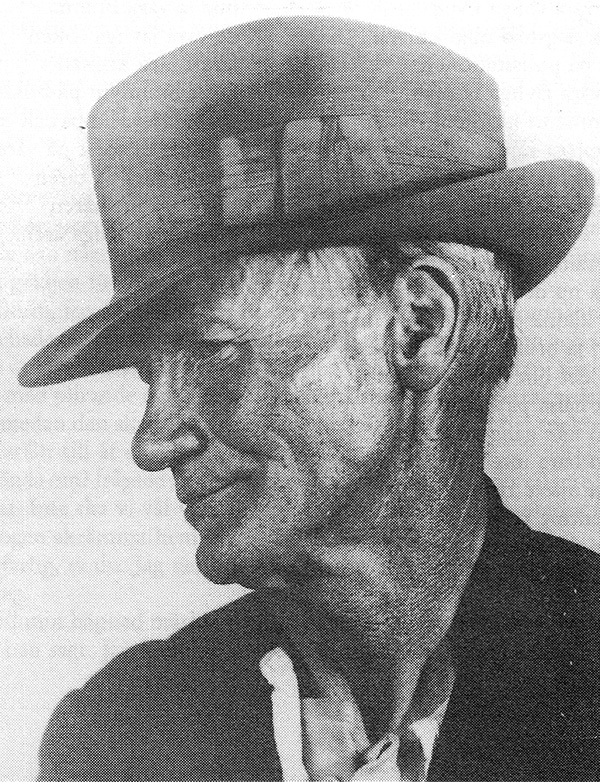
Liikavaara-Frans

Frans Gustaf ”Liikavaara-Frans” Nilsson, född 24 december 1880 i Liikavaara i Gällivare socken, död 18 december 1967 på okänd ort, var en svensk bohem. Om honom berättas många historier och berättelser.
En del av de visor som brukar tillskrivas honom är kanske inte hans verk. Gällivarevisan brukar ofta påstås vara ett av hans alster, men uppges på andra ställen vara skriven eller möjligen nedtecknad av Helmer Andersson. Sista brevet från Liikavaara-Frans (på melodin Värnamovisan), som handlar om Frans och hans kamrater, är knappast hans verk, men är nedskriven av landsfiskalen Arthur Köhler. Liikavaara-Frans kunde inte skriva svenska men talade språket hjälpligt. Modersmålet finska (meänkieli) kunde han dock skriva fullgott på grund av att skolundervisningen i Norrbottens läns finsktalande delar före år 1900 bedrevs övervägande på finska. Bägge visorna finns inspelade av bland andra musikgrupperna Gällivarerallarna och Norrlåtar.
1986–1987 spelade Norrbottensteatern en pjäs av Hasse Alatalo om honom med titeln Liikavaara-Frans med bland andra Folke Asplund och Göran Forsmark i ledande roller.